# Acél (keresztnév)
Az Acél szláv eredetű acél szóból keletkezett régi magyar személynév, ami eredetileg foglalkozásnév volt, jelentése: acél, acélverő, (fegyver)kovács.

## Gyakorisága
Az újszülötteknek adott nevek körében az 1990-es években szórványosan fordult elő. A 2000-es és a 2010-es években sem szerepelt a 100 leggyakrabban adott férfinév között.
A teljes népességre vonatkozóan a 2000-es és a 2010-es években az Acél nem szerepelt a 100 leggyakrabban viselt férfinév között.

## Névnapok
ajánlott névnap: október 28.

## Egyéb Acélok
A nevet családnévként kikeresztelkedett zsidók is felvették, de az Acél családnév nem a héber barcel, hanem az ószláv ocel (= acél) jelentés alapján került a magyar nyelvbe.